# هیرویوکی ناکانو

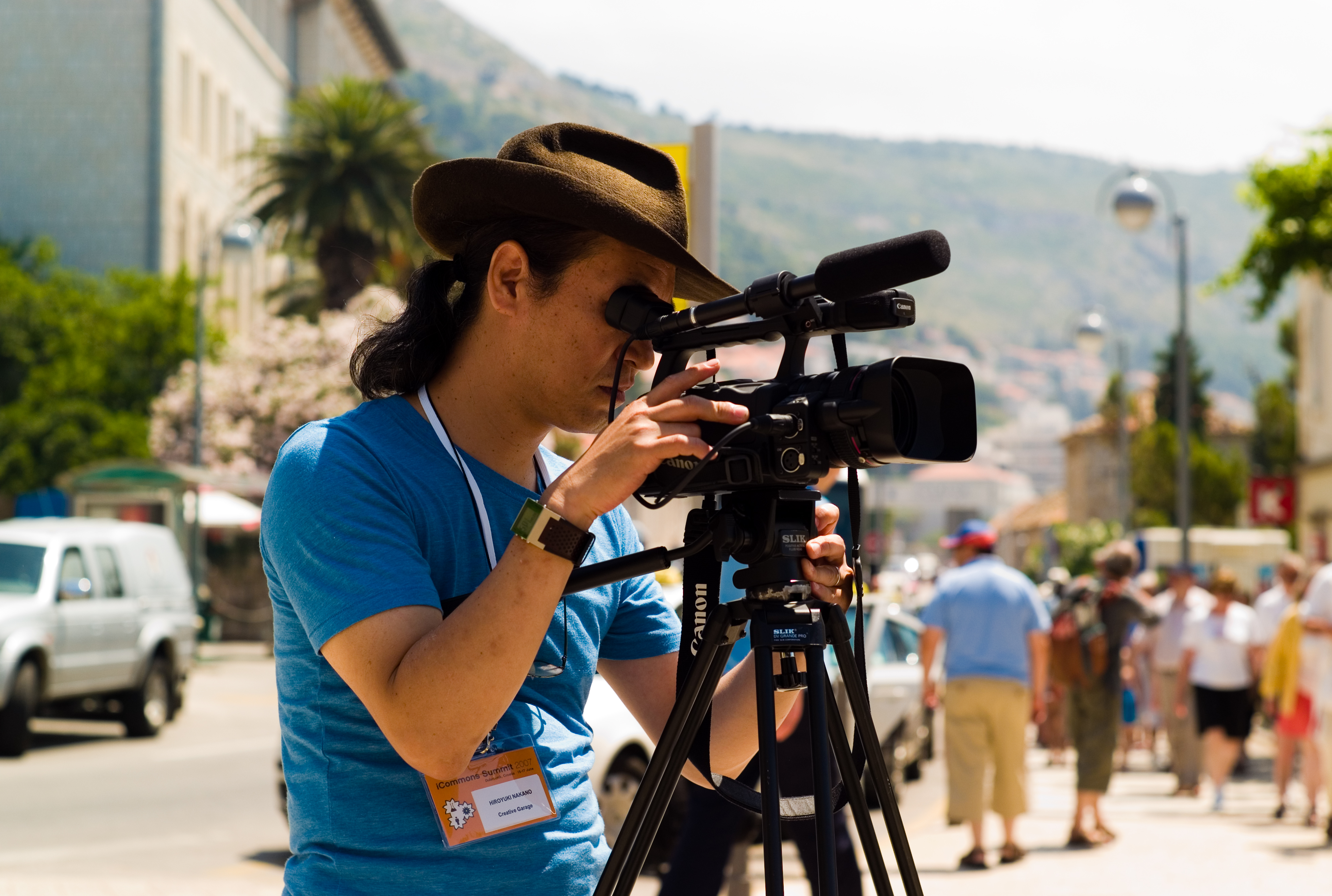
ناکانو در سال ۲۰۰۷ میلادی

هیرویوکی ناکانو (به ژاپنی: 中野裕之 Nakano Hiroyuki) متولد ۱۹۵۸ در فوکویاما، هیروشیما، هیروشیما، ژاپن یک کارگردان فیلم ژاپنی است. از فیلم‌های او می‌توان به داستان سامورایی (۱۹۹۸) اشاره کرد.